# Khanty
Cet article concerne la langue khantye. Pour le peuple khanty, voir Khantys.
Le khanty (ou khante, également ostiak ou ostyak) est une langue appartenant à la famille des langues finno-ougriennes, langue maternelle des Khantys. Les langues apparentées les plus proches sont le mansi (avec lequel le khanty forme la branche ob-ougrienne des langues ougriennes) et le hongrois ; ces trois langues forment ensemble la branche ougrienne.
Il est parlé en Russie par environ 23 500 locuteurs dont 14 000 sont des locuteurs maternels et dont 52,8 % parlent russe, sur la rive est du cours inférieur de l'Ob et sur les berges de ses affluents, dans le district autonome des Khantys-Mansis (capitale Khanty-Mansiïsk).
On trouve également des Khantys plus au nord, dans le district de Iamalo-Nénétsie.
Comme les Khantys sont dispersés sur une très vaste région, la langue connaît des variations dialectales qui posent aux locuteurs de nombreux problèmes de communication. C'est pour cette raison qu'il n'a pas été possible de créer une langue standard unique. Les livres spécialisés sur le khanty sont rédigés dans différentes langues littéraires.
Le nom par lequel les Khantys s'auto-désignent (kăntə̂γ, kantəγ à l'ouest et χăntə, χăntĭ au nord) veut dire « homme » en langue khantye, mais vient probablement du mot hongrois had (armée, guerre ou dispute)[réf. nécessaire]. Le nom d’ostiak, qui avait d'abord été utilisé pour tous les peuples de la Sibérie, est d'origine turco-tatare.
Les dialectes du nord ne connaissent que trois cas grammaticaux (nominatif, locatif et translatif). Dans des constructions plus complexes, ils utilisent l'ablatif et l'accusatif. Les dialectes de l'est différencient onze cas.

## Écriture
| А а | Ӑ ӑ | В в       | И и | Й й | К к | Л л | Љ љ | Ԯ ԯ (Ԓ ԓ) | М м |
| Н н | Њ њ | Ң ң (Ӈ ӈ) | О о | Ө ө | П п | Р р | С с | Т т       | ( ) |
| У у | Ў ў | Х х       | Ш ш | Щ щ | Ы ы | Э э | Є є | Ә ə       |     |

| А а | Ӑ ӑ | В в       | И и | Й й | К к | Л л | Ԯ ԯ (Ԓ ԓ) | Љ љ | М м |
| Н н | Њ њ | Ң ң (Ӈ ӈ) | О о | Ӧ ӧ | П п | Р р | С с       | Т т |     |
| У у | Ў ў | Х х       | Ш ш | Щ щ | Ы ы | Э э | Ә ә       |     |     |

| А а       | Ӑ ӑ | Ӓ ӓ | В в | И и       | Й й | К к | Қ қ (Ӄ ӄ) | Л л     | Љ љ |
| Ԯ ԯ (Ԓ ԓ) | М м | Н н | Њ њ | Ң ң (Ӈ ӈ) | О о | Ө ө | Ө̆ ө̆       | Ӧ ӧ     | П п |
| Р р       | С с | Т т |     | У у       | Ў ў | Ӱ ӱ | Ҳ ҳ (Ӽ ӽ) | Ҷ ҷ ( ) | Ш ш |
| Ы ы       | Э э | Ә ә |     |           |     |     |           |         |     |

| А а       | Ӓ ӓ | В в | Е е   | Ё ё       | И и | Й й | К к | Қ қ (Ӄ ӄ) | Л л |
| Ԯ ԯ (Ԓ ԓ) | М м | Н н | Н’ н’ | Ң ң (Ӈ ӈ) | О о | Ӧ ӧ | Ө ө | Ӫ ӫ       | П п |
| Р р       | С с | Т т | У у   | Ӱ ӱ       | Х х | Ҷ ҷ | Ы ы | Ь ь       | Э э |
| Ә ә       | Ӛ ӛ | Ю ю | Я я   |           |     |     |     |           |     |

Les lettres à crampon (қ, ԯ, ң, ҷ) ;  sont parfois remplacées par les lettres à crochet (ӄ, ԓ, ӈ, ) ou même à queue (ӆ, ӊ) (par exemple dans le journal Хӑнты ясӑӊ).